# 钻石桥
钻石桥（也称为頓河三桥）是苏格兰阿伯丁郡的一座跨过頓河的桥梁，2014年11月17日开工，由英国保富集團建设，2016年6月9日投入使用。